# 拜默尔球场
拜默尔球场（英語：Balmoor Stadium）是一座位于苏格兰彼得黑德A982公路的专业足球场。是苏格兰足球甲级联赛（苏格兰第三级联赛）球队彼德赫德的主场。这座球场可以容纳3150名观众，包括1000个座位。
彼德赫德在1997年将球队原有的主场卖给了超市连锁公司Safeway后开始使用拜默尔球场。新球场优秀的场地状况帮助彼德赫德在2000年升上了更高级别的联赛。
拜默尔球场在2013年1月20日创造了目前的入场人数纪录，4855名球迷入场观看了彼德赫德对阵格拉斯哥流浪者的比赛，打破了原来4505名观众的记录。
阿伯丁火车站距离拜默尔球场32英里。